# Thérèse King
Thérèse King (15 de julho de 1934 em Ziguinchor - 16 de abril de 2015 em Dakar) foi uma política senegalesa. Foi Ministra da Saúde Pública de 5 de abril de 1988 a 27 de março de 1990 sob a presidência de Abdou Diouf.
Ela também presidiu à União Regional de Mulheres Socialistas de Ziguinchor.
Em 2010, ela foi condecorada com a Grã-Cruz da Ordem Nacional do Leão.